# Unicodeblock Makassar
Der Unicodeblock Makassar (engl.: Makasar, U+11EE0 bis U+11EFF) enthält die Schrift der Makassar-Sprache der Makassaren, die auf Sulawesi Selatan in Indonesien gesprochen wird.

## Liste
| Unicodenummer   | Zeichen (400 %) | Kategorie                               | Bidirektionale Klasse       | Offizielle Bezeichnung | Beschreibung                              |
| --------------- | --------------- | --------------------------------------- | --------------------------- | ---------------------- | ----------------------------------------- |
| U+11EE0 (73440) | 𑻠               | anderer Buchstabe, Silbe oder Ideogramm | links nach rechts           | MAKASAR LETTER KA      | Makassar-Buchstabe Ka                     |
| U+11EE1 (73441) | 𑻡               | anderer Buchstabe, Silbe oder Ideogramm | links nach rechts           | MAKASAR LETTER GA      | Makassar-Buchstabe Ga                     |
| U+11EE2 (73442) | 𑻢               | anderer Buchstabe, Silbe oder Ideogramm | links nach rechts           | MAKASAR LETTER NGA     | Makassar-Buchstabe Nga                    |
| U+11EE3 (73443) | 𑻣               | anderer Buchstabe, Silbe oder Ideogramm | links nach rechts           | MAKASAR LETTER PA      | Makassar-Buchstabe Pa                     |
| U+11EE4 (73444) | 𑻤               | anderer Buchstabe, Silbe oder Ideogramm | links nach rechts           | MAKASAR LETTER BA      | Makassar-Buchstabe Ba                     |
| U+11EE5 (73445) | 𑻥               | anderer Buchstabe, Silbe oder Ideogramm | links nach rechts           | MAKASAR LETTER MA      | Makassar-Buchstabe Ma                     |
| U+11EE6 (73446) | 𑻦               | anderer Buchstabe, Silbe oder Ideogramm | links nach rechts           | MAKASAR LETTER TA      | Makassar-Buchstabe Ta                     |
| U+11EE7 (73447) | 𑻧               | anderer Buchstabe, Silbe oder Ideogramm | links nach rechts           | MAKASAR LETTER DA      | Makassar-Buchstabe Da                     |
| U+11EE8 (73448) | 𑻨               | anderer Buchstabe, Silbe oder Ideogramm | links nach rechts           | MAKASAR LETTER NA      | Makassar-Buchstabe Na                     |
| U+11EE9 (73449) | 𑻩               | anderer Buchstabe, Silbe oder Ideogramm | links nach rechts           | MAKASAR LETTER CA      | Makassar-Buchstabe Ca                     |
| U+11EEA (73450) | 𑻪               | anderer Buchstabe, Silbe oder Ideogramm | links nach rechts           | MAKASAR LETTER JA      | Makassar-Buchstabe Ja                     |
| U+11EEB (73451) | 𑻫               | anderer Buchstabe, Silbe oder Ideogramm | links nach rechts           | MAKASAR LETTER NYA     | Makassar-Buchstabe Nya                    |
| U+11EEC (73452) | 𑻬               | anderer Buchstabe, Silbe oder Ideogramm | links nach rechts           | MAKASAR LETTER YA      | Makassar-Buchstabe Ya                     |
| U+11EED (73453) | 𑻭               | anderer Buchstabe, Silbe oder Ideogramm | links nach rechts           | MAKASAR LETTER RA      | Makassar-Buchstabe Ra                     |
| U+11EEE (73454) | 𑻮               | anderer Buchstabe, Silbe oder Ideogramm | links nach rechts           | MAKASAR LETTER LA      | Makassar-Buchstabe La                     |
| U+11EEF (73455) | 𑻯               | anderer Buchstabe, Silbe oder Ideogramm | links nach rechts           | MAKASAR LETTER VA      | Makassar-Buchstabe Va                     |
| U+11EF0 (73456) | 𑻰               | anderer Buchstabe, Silbe oder Ideogramm | links nach rechts           | MAKASAR LETTER SA      | Makassar-Buchstabe Sa                     |
| U+11EF1 (73457) | 𑻱               | anderer Buchstabe, Silbe oder Ideogramm | links nach rechts           | MAKASAR LETTER A       | Makassar-Buchstabe A                      |
| U+11EF2 (73458) | 𑻲               | anderer Buchstabe, Silbe oder Ideogramm | links nach rechts           | MAKASAR ANGKA          | Makassar-Angka (Konsonanten-Reduplikator) |
| U+11EF3 (73459) | 𑻳                | Markierung ohne Extrabreite             | Markierung ohne Extrabreite | MAKASAR VOWEL SIGN I   | Makassar-Vokalzeichen I                   |
| U+11EF4 (73460) | 𑻴                | Markierung ohne Extrabreite             | Markierung ohne Extrabreite | MAKASAR VOWEL SIGN U   | Makassar-Vokalzeichen U                   |
| U+11EF5 (73461) | 𑻵                | Markierung mit Extrabreite              | links nach rechts           | MAKASAR VOWEL SIGN E   | Makassar-Vokalzeichen E                   |
| U+11EF6 (73462) | 𑻶                | Markierung mit Extrabreite              | links nach rechts           | MAKASAR VOWEL SIGN O   | Makassar-Vokalzeichen O                   |
| U+11EF7 (73463) | 𑻷               | andere Interpunktion                    | links nach rechts           | MAKASAR PASSIMBANG     | Makassar-Interpunktion Passimbang         |
| U+11EF8 (73464) | 𑻸               | andere Interpunktion                    | links nach rechts           | MAKASAR END OF SECTION | Makassar-Interpunktion Ende des Absatzes  |